# Люблинская станция аэрации
Люблинская станция аэрации — бывшее очистительное сооружение Московской канализации.

## Историческое расположение
Люблинская станция аэрации находилась в районе станции Люблино у Московской железной дороги по Курскому направлению.

## История
Люблинская станция аэрации построена в мае 1938 года на Люблинских полях орошения; согласно проекту мощность станции составляла 300 тысяч м³ в сутки. В декабре 1950 года рядом введена в строй Курьяновская станция аэрации. Затем работа станции по очистке разделена на два этапа. Во-первых, осадок закачивается по путям на Люберецкую станцию аэрации. Во-вторых, стоки Московского нефтеперерабатывающего завода очищались по специально построенному добавочному блоку. В 1993 году производительность станции составляла 500 тысяч м³ сутки. В середине 90-х годов начала застраиваться территория около станции — возник жилой район Марьинский Парк (проектное название Люблинское Поле), потому Люблинскую станцию аэрации закрыли и разобрали согласно постановлениям Правительства Москвы (постановление от 26.03.1996 года № 251, распоряжение от 15. 02. 1996 № 132-РЗП и от 12.01.1996 № 20-рп), согласно которым станция аэрации была закрыта в декабре 1996 года. На фундаменте станции построен двухуровневый подземный паркинг ГСК «Кабриолет», а на круглых фундаментах отдельных отстойников — 25-этажные жилые дома.
Застройка Марьинского Парка началась в мае 1994 года, а в апреле 1995 года в дома на Луговом проезде вселились первые жители. Перед началом застройки района специалистами Института экологии города проводились экологические исследования, по результатам которых были даны рекомендации вывести Люблинскую станцию аэрации за пределы Москвы.
Рекультивация территории станции под застройку проводилась методом «отжима ила грунтом». Иловый осадок заменили песком (именно он лучше всего подходит для восстановления почвы), сверху по принципу «слоёного пирога» насыпали суглинок и щебёнку, на которые был помещён 20-сантиметровый слой растительного грунта.
Подготовка площадок длилась около трёх лет. На полигоны ТБО в Подмосковье за это время было вывезено 9 млн м³ иловых осадков и засыпано 12 млн м³ песка. Часть ила была переработана прямо на марьинской территории. Для этого пришлось построить специальную ёмкость для хранения и обезвоживания канализационного отстоя. А сухой остаток был смешан с чистым грунтом при разбивке парка.